# Juho Lehtoranta
Juho-Matti Eemeli Lehtoranta (Kotka, 7 maggio 1989) è un cestista finlandese.
È il fratello maggiore di Joonas, a sua volta cestista.

## Palmarès
- Campionato finlandese: 1

Kauhajoen Karhu: 2017-18